# Washington Ortuño
Washington Ortuño (ur. 13 maja 1928, zm. 15 września 1973) – piłkarz urugwajski, pomocnik.
Jako piłkarz klubu CA Peñarol wraz z reprezentacją Urugwaju wziął udział w mistrzostwach świata w 1950 roku. Urugwaj zdobył tytuł mistrza świata, jednak Ortuño nie wystąpił w żadnym spotkaniu.
Nigdy także nie wystąpił w turnieju Copa América.